# تشيس تي روجرز
تشيس تي روجرز (بالإنجليزية: Chase T. Rogers)‏ هي قاضية ومحامية أمريكية، ولدت في 12 نوفمبر 1956 في نيويورك في الولايات المتحدة.

## وصلات خارجية
- تشيس تي روجرز على موقع إن إن دي بي (الإنجليزية)